# Марианополис-ду-Токантинс

Марианополис-ду-Токантинс на карте штата.

Марианополис-ду-Токантинс (порт. Marianópolis do Tocantins) — муниципалитет в Бразилии, входит в штат Токантинс. Составная часть мезорегиона Западный Токантинс. Входит в экономико-статистический микрорегион Мирасема-ду-Токантинс. Население составляет  4 352 человека на 2010 год. Занимает площадь 2 091,374 км². Плотность населения — 2,08 чел./км².

## Демография
Согласно сведениям, собранным в ходе переписи 2010 г. Национальным институтом географии и статистики (IBGE), население муниципалитета составляет:
| Полное население                               | Полное население                               | Полное население                               | Полное население                               | 4 352 |
| ---------------------------------------------- | ---------------------------------------------- | ---------------------------------------------- | ---------------------------------------------- | ----- |
| в том числе:                                   | Городское население                            | 2 383                                          | Процент городского населения, %                | 54,76 |
|                                                | Сельское население                             | 1 969                                          | Процент сельского населения, %                 | 45,24 |
|                                                | Мужское население                              | 2 318                                          | Процент мужского населения, %                  | 53,26 |
|                                                | Женское население                              | 2 034                                          | Процент женского населения, %                  | 46,74 |
| Плотность населения, чел/км²                   | Плотность населения, чел/км²                   | Плотность населения, чел/км²                   | Плотность населения, чел/км²                   | 2,08  |
| Население муниципалитета в % к населению штата | Население муниципалитета в % к населению штата | Население муниципалитета в % к населению штата | Население муниципалитета в % к населению штата | 0,31  |

По данным оценки 2016 года население муниципалитета составляет 4 896 жителей.

## Статистика
- Валовой внутренний продукт на 2003 составляет 12.907.245,00 реалов (данные: Бразильский институт географии и статистики).
- Валовой внутренний продукт на душу населения на 2003 составляет 3.458,53 реалов (данные: Бразильский институт географии и статистики).
- Индекс развития человеческого потенциала на 2000 составляет 0,695 (данные: Программа развития ООН).

## Важнейшие населенные пункты
| № | Населённый пункт          | Населённый пункт (порт.)  | Категория | Население чел. (2010) | На карте                       |
| - | ------------------------- | ------------------------- | --------- | --------------------- | ------------------------------ |
| 1 | Марианополис-ду-Токантинс | Marianópolis do Tocantins | город     | 2383                  | 9°47′49″ ю. ш. 49°39′18″ з. д. |
| 2 | Маншети                   | Manchete                  | поселок   | 418                   | 9°44′41″ ю. ш. 49°58′24″ з. д. |
| 3 | Пирасема                  | Piracema                  | поселок   | 94                    | 9°34′21″ ю. ш. 49°38′55″ з. д. |
| 4 | Вила-да-Прата             | Vila da Prata             | поселок   | 66                    | 9°55′05″ ю. ш. 49°32′41″ з. д. |